# 柴田こずゑ
柴田 こずゑ（しばた こずゑ、1970年5月6日 - ）は、日本の陸上競技選手、陸上競技指導者。旧姓は田中。
専門は400m走。元400m日本記録保持者・陸上日本代表。夫は元・オリンピック走幅跳日本代表選手の柴田博之。

## 経歴
日本女子体育大学卒業後に府立高等学校教員（地方公務員）となり、京都府立鳥羽高等学校教員を経て、京都府立東稜高等学校教員として指導に当たる。同校で指導に当たっていた1997年10月29日、なみはや国体成年女子400mで53秒21をマークし、柿沼和恵が保持していた日本記録を更新した（その後柿沼は2001年に再度日本記録を樹立している） 。また同年の日本陸上競技選手権大会でも400mで優勝している。

## 人物
疲労で蓄積した乳酸を分解するために毎日梅干を1つ食べてクエン酸を摂取していた。夫との子供を授かり息子2人。